# Copa Billie Jean King 2024
La Copa Billie Jean King 2024 fue la 61.ª edición del torneo de tenis femenino más importante por naciones.

## Fase Final
- Fecha: 13 al 20 de noviembre
- Lugar: Málaga, España
- Superficie: Dura, bajo techo

12 naciones participarán en la Fase Final, anteriormente conocida como Grupo Mundial. La calificación es la siguiente:
- 2 finalista de la edición anterior (Canadá e Italia)
- 1 nación anfitriona
- 1 nación invitada o wild card
- 8 ganadoras de la fase clasificatoria en abril de 2024.

| Alemania     | Australia | Canadá | Eslovaquia | España          | Estados Unidos |
| Gran Bretaña | Italia    | Japón  | Polonia    | República Checa | Rumanía        |
| ------------ | --------- | ------ | ---------- | --------------- | -------------- |

### Cabezas de serie
1. Canadá
2. República Checa
3. Italia
4. Australia

### Cuadro
|  | Primera ronda         | Primera ronda         | Primera ronda         |                 |              | Cuartos de final     | Cuartos de final     | Cuartos de final     |  |  | Semifinales | Semifinales | Semifinales |  |  | Final | Final | Final |
|  | 13 al 15 de noviembre | 13 al 15 de noviembre | 13 al 15 de noviembre |                 |              | 16 y 17 de noviembre | 16 y 17 de noviembre | 16 y 17 de noviembre |  |  |             |             |             |  |  |       |       |       |
|  |                       |                       |                       |                 |              |                      |                      |                      |  |  |             |             |             |  |  |       |       |       |
|  |                       |                       |                       |                 |              |                      |                      |                      |  |  |             |             |             |  |  |       |       |       |
|  |                       |                       |                       |                 |              |                      |                      |                      |  |  |             |             |             |  |  |       |       |       |
|  |                       |                       |                       |                 |              |                      |                      |                      |  |  |             |             |             |  |  |       |       |       |
|  |                       |                       |                       |                 |              |                      |                      |                      |  |  |             |             |             |  |  |       |       |       |
|  |                       | Alemania              | 0                     |                 |              |                      |                      |                      |  |  |             |             |             |  |  |       |       |       |
|  | 1                     | Alemania              | 0                     | Canadá          | 0            |                      |                      |                      |  |  |             |             |             |  |  |       |       |       |
|  | 1                     |                       | Gran Bretaña          | Canadá          | 0            | 2                    |                      |                      |  |  |             |             |             |  |  |       |       |       |
|  |                       | Gran Bretaña          | Gran Bretaña          | 2               |              | 2                    |                      |                      |  |  |             |             |             |  |  |       |       |       |
|  |                       |                       |                       | 2               |              |                      |                      |                      |  |  |             |             |             |  |  |       |       |       |
|  |                       |                       |                       |                 |              |                      |                      |                      |  |  |             |             |             |  |  |       |       |       |
|  |                       |                       |                       |                 | Gran Bretaña | 1                    |                      |                      |  |  |             |             |             |  |  |       |       |       |
|  |                       |                       |                       |                 | Gran Bretaña | 1                    |                      |                      |  |  |             |             |             |  |  |       |       |       |
|  |                       |                       | Eslovaquia            | 2               |              |                      |                      |                      |  |  |             |             |             |  |  |       |       |       |
|  |                       |                       | Eslovaquia            | 2               |              |                      |                      |                      |  |  |             |             |             |  |  |       |       |       |
|  |                       | Eslovaquia            | 2                     |                 |              |                      |                      |                      |  |  |             |             |             |  |  |       |       |       |
|  | 4                     | Eslovaquia            | 2                     | Australia       | 0            |                      |                      |                      |  |  |             |             |             |  |  |       |       |       |
|  | 4                     |                       | Estados Unidos        | Australia       | 0            | 1                    |                      |                      |  |  |             |             |             |  |  |       |       |       |
|  |                       | Eslovaquia            | Estados Unidos        | 2               |              | 1                    |                      |                      |  |  |             |             |             |  |  |       |       |       |
|  |                       |                       |                       | 2               |              |                      |                      |                      |  |  |             |             |             |  |  |       |       |       |
|  |                       |                       |                       |                 |              |                      |                      |                      |  |  |             |             |             |  |  |       |       |       |
|  |                       |                       |                       |                 | Eslovaquia   | 0                    |                      |                      |  |  |             |             |             |  |  |       |       |       |
|  |                       |                       |                       |                 | Eslovaquia   | 0                    |                      |                      |  |  |             |             |             |  |  |       |       |       |
|  |                       | 3                     | Italia                | 2               |              |                      |                      |                      |  |  |             |             |             |  |  |       |       |       |
|  |                       | 3                     | Italia                | 2               |              |                      |                      |                      |  |  |             |             |             |  |  |       |       |       |
|  |                       | España                | 0                     |                 |              |                      |                      |                      |  |  |             |             |             |  |  |       |       |       |
|  | 2                     | España                | 0                     | República Checa | 1            |                      |                      |                      |  |  |             |             |             |  |  |       |       |       |
|  | 2                     |                       | Polonia               | República Checa | 1            | 2                    |                      |                      |  |  |             |             |             |  |  |       |       |       |
|  |                       | Polonia               | Polonia               | 2               |              | 2                    |                      |                      |  |  |             |             |             |  |  |       |       |       |
|  |                       |                       |                       | 2               |              |                      |                      |                      |  |  |             |             |             |  |  |       |       |       |
|  |                       |                       |                       |                 |              |                      |                      |                      |  |  |             |             |             |  |  |       |       |       |
|  |                       |                       |                       |                 | Polonia      | 1                    |                      |                      |  |  |             |             |             |  |  |       |       |       |
|  |                       |                       |                       |                 | Polonia      | 1                    |                      |                      |  |  |             |             |             |  |  |       |       |       |
|  |                       | 3                     | Italia                | 2               |              |                      |                      |                      |  |  |             |             |             |  |  |       |       |       |
|  |                       | 3                     | Italia                | 2               |              |                      |                      |                      |  |  |             |             |             |  |  |       |       |       |
|  |                       | Japón                 | 2                     |                 |              |                      |                      |                      |  |  |             |             |             |  |  |       |       |       |
|  | 3                     | Japón                 | 2                     | Italia          | 2            |                      |                      |                      |  |  |             |             |             |  |  |       |       |       |
|  | 3                     |                       | Rumanía               | Italia          | 2            | 1                    |                      |                      |  |  |             |             |             |  |  |       |       |       |
|  |                       | Japón                 | Rumanía               | 1               |              | 1                    |                      |                      |  |  |             |             |             |  |  |       |       |       |
|  |                       |                       |                       | 1               |              |                      |                      |                      |  |  |             |             |             |  |  |       |       |       |

|                     |
| Bandera de Italia   |
| Italia              |
| Campeona 5.º título |

## Fase clasificatoria
Fecha: 12-14 de abril de 2024.
Dieciséis equipos jugarán por ocho puestos en las Finales, en series decididas de local y visitante.
Estos dieciséis equipos son:
- 8 equipos clasificados del 3 al 12 en las Finales de la Copa Billie Jean King 2023,
- 8 ganadores de los Play-Offs de la Copa Billie Jean King 2023,

#: Clasificación de las Naciones al 15 de noviembre de 2023:
| Cabeza de serie 1. Australia (#2) 2. Suiza (#3) 3. Francia (#6) 4. Estados Unidos (#8) 5. Kazajistán (#9) 6. Alemania (#10) 7. Eslovaquia (#11) 8. Rumanía (#12) | Restos de equipos - Bélgica (#13) - Eslovenia (#14) - Gran Bretaña (#15) - Brasil (#16) - Polonia (#17) - Ucrania (#18) - México (#19) - Japón (#20) |

| Local              | Resultado | Visitante      | Ubicación                         | Lugar                 | Superficie  | Ref. |
| ------------------ | --------- | -------------- | --------------------------------- | --------------------- | ----------- | ---- |
| Australia [1]      | 4-0       | México         | Brisbane                          | Pat Rafter Arena      | Dura        |      |
| Suiza [2]          | 0-4       | Polonia        | Biena                             | Swiss Tennis Arena    | Dura (i)    |      |
| Francia [3]        | 1-3       | Gran Bretaña   | Le Portel                         | Le Chaudron           | Arcilla (i) |      |
| Estados Unidos [4] | 3-0       | Bélgica        | Orlando                           | USTA National Campus  | Dura        |      |
| Japón              | 3-1       | Kazajistán [5] | Tokio                             | Coliseo Ariake        | Dura (i)    |      |
| Brasil             | 1-3       | Alemania [6]   | São Paulo                         | Ginásio do Ibirapuera | Arcilla (i) |      |
| Eslovaquia [7]     | 4-0       | Eslovenia      | Bratislava                        | NTC Arena             | Dura (i)    |      |
| Ucrania            | 2-3       | Rumanía [8]    | Fernandina Beach (Estados Unidos) | Racquet Park Drive    | Arcilla     |      |

## Play-Offs
Fecha: 15 al 17 de noviembre
Dieciséis equipos jugaran por ocho lugares en la Fase clasificatoria de 2025, en series decididas de local y visitante.
Estos dieciséis equipos fueron:
- 8 equipos perdedores de la fase clasificatoria.
- 8 equipos ganadores de su zona del Grupo I.

Las ocho ganadoras avanzaran a la Fase clasificatoria de 2025 y las ocho perdedoras disputarán su respectivo evento regional del Grupo I en 2025.
| Perdedores de la fase clasificatoria 1. Suiza (#7) 2. Kazajistán (#13) 3. Francia (#14) 4. Eslovenia (#16) 5. Bélgica (#17) 6. Ucrania (#18) 7. Brasil (#19) 8. México (#20) | Ganadores de su zona del Grupo I - Argentina - Austria - China - Colombia - Corea del Sur - Dinamarca - Países Bajos - Serbia |

| Local          | Resultado | Visitante     | Ubicación                 | Lugar                                        | Superficie  | Ref. |
| -------------- | --------- | ------------- | ------------------------- | -------------------------------------------- | ----------- | ---- |
| Suiza [1]      | 4–0       | Serbia        | Biena                     | Swiss Tennis Arena                           | Dura (i)    |      |
| Kazajistán [2] | 3–1       | Corea del Sur | Astana                    | National Tennis Center (Beeline Arena)       | Dura (i)    |      |
| Colombia       | 3–2       | Francia [3]   | Bogotá                    | Hatogrande Country Club                      | Arcilla     |      |
| Eslovenia [4]  | 1–3       | Países Bajos  | Velenje                   | Bela dvorana Velenje                         | Arcilla (i) |      |
| China          | 3–2       | Bélgica [5]   | Guangzhou                 | Guangzhou Nansha International Tennis Center | Dura        |      |
| Ucrania [6]    | 3–2       | Austria       | McKinney (Estados Unidos) | The Courts McKinney                          | Dura (i)    |      |
| Brasil [7]     | 3–2       | Argentina     | São Paulo                 | Ginásio Ibirapuera                           | Arcilla (i) |      |
| Dinamarca      | 3–2       | México [8]    | Farum                     | Farum Arena                                  | Dura (i)    |      |

## Grupos Regionales

### América
| Zona de América     | Zona de América | Zona de América | Zona de América | Zona de América | Zona de América | Zona de América | Zona de América                |
| Grupo I             | Grupo I         | Grupo I         | Grupo I         | Grupo I         | Grupo I         | Grupo I         | Grupo I                        |
| Argentina           | Chile           | Colombia        | Ecuador         | Perú            | Venezuela       | -               | -                              |
|                     | Sin cambios     |                 | Decrecimiento   | Decrecimiento   | Sin cambios     |                 |                                |
| Grupo II            | Grupo II        | Grupo II        | Grupo II        | Grupo II        | Grupo II        | Grupo II        | Grupo II                       |
| Bolivia             | Cuba            | Guatemala       | Honduras        | Paraguay        | Puerto Rico     | Rep. Dominicana | Uruguay                        |
| Sin cambios         | Decrecimiento   | Crecimiento     | Sin cambios     | Crecimiento     | Sin cambios     | Sin cambios     | Decrecimiento                  |
| Grupo III           | Grupo III       | Grupo III       | Grupo III       | Grupo III       | Grupo III       | Grupo III       | Grupo III                      |
| · Antigua y Barbuda | Aruba           | Barbados        | Bahamas         | Bermuda         | Costa Rica      | El Salvador     | Islas Vírgenes Estadounidenses |
| Sin cambios         | Sin cambios     | Crecimiento     | Sin cambios     | Sin cambios     | Crecimiento     | Sin cambios     | Sin cambios                    |
| Jamaica             | Panamá          | Santa Lucía     | -               | -               | -               | -               | -                              |
| Sin cambios         | Sin cambios     | Sin cambios     | -               | -               | -               | -               | -                              |
| ------------------- | --------------- | --------------- | --------------- | --------------- | --------------- | --------------- | ------------------------------ |

### Asia / Oceanía
| Zona de Asia/Oceanía | Zona de Asia/Oceanía | Zona de Asia/Oceanía | Zona de Asia/Oceanía | Zona de Asia/Oceanía | Zona de Asia/Oceanía | Zona de Asia/Oceanía | Zona de Asia/Oceanía |
| Grupo I              | Grupo I              | Grupo I              | Grupo I              | Grupo I              | Grupo I              | Grupo I              | Grupo I              |
| China                | China Taipéi         | Corea del Sur        | India                | Nueva Zelanda        | Oceanía del Pacífico | -                    | -                    |
|                      | Decrecimiento        |                      | Sin cambios          | Sin cambios          | Decrecimiento        |                      |                      |
| Grupo II             | Grupo II             | Grupo II             | Grupo II             | Grupo II             | Grupo II             | Grupo II             | Grupo II             |
| Hong Kong            | Indonesia            | Irán                 | Kirguistán           | Malasia              | Mongolia             | Pakistán             | Singapur             |
| Crecimiento          | Sin cambios          | Sin cambios          | Sin cambios          | Sin cambios          | Sin cambios          | Decrecimiento        | Sin cambios          |
| Sri Lanka            | Tailandia            | Uzbekistán           | -                    | -                    | -                    | -                    | -                    |
| Decrecimiento        | Crecimiento          | Sin cambios          |                      |                      |                      |                      |                      |
| Grupo III            | Grupo III            | Grupo III            | Grupo III            | Grupo III            | Grupo III            | Grupo III            | Grupo III            |
| Arabia Saudita       | Baréin               | Birmania             | Bután                | Brunéi               | Catar                | Guam                 | Laos                 |
| Macao                | Maldivas             | Nepal                | Tayikistán           | Turkmenistán         | Vietnam              | -                    | -                    |
| -------------------- | -------------------- | -------------------- | -------------------- | -------------------- | -------------------- | -------------------- | -------------------- |

### Europa / África
| Zona de Europa/África | Zona de Europa/África | Zona de Europa/África | Zona de Europa/África      | Zona de Europa/África | Zona de Europa/África |
| Grupo I               | Grupo I               | Grupo I               | Grupo I                    | Grupo I               | Grupo I               |
| Austria               | Bulgaria              | Grecia                | Dinamarca                  | Hungría               | Letonia               |
|                       | Decrecimiento         | Sin cambios           |                            | Sin cambios           | Sin cambios           |
| Noruega               | Serbia                | Suecia                | Países Bajos               | Portugal              | Turquía               |
| Decrecimiento         |                       | Sin cambios           |                            | Sin cambios           | Sin cambios           |
| Grupo II              | Grupo II              | Grupo II              | Grupo II                   | Grupo II              | Grupo II              |
| Bosnia y Herzegovina  | Croacia               | Egipto                | Estonia                    | Georgia               | Israel                |
| Sin cambios           | Crecimiento           | Sin cambios           | Sin cambios                | Sin cambios           | Sin cambios           |
| Kosovo                | Lituania              | Marruecos             | Macedonia                  | Malta                 |                       |
| Sin cambios           | Crecimiento           | Decrecimiento         | Sin cambios                | Decrecimiento         |                       |
| Grupo III - Europa    | Grupo III - Europa    | Grupo III - Europa    | Grupo III - Europa         | Grupo III - Europa    | Grupo III - Europa    |
| Albania               | Armenia               | Azerbaiyán            | Chipre                     | Finlandia             | Irlanda               |
| Sin cambios           | Sin cambios           | Sin cambios           | Crecimiento                | Sin cambios           | Sin cambios           |
| Islandia              | Liechtenstein         | Luxemburgo            | Montenegro                 | Moldavia              | San Marino            |
| Sin cambios           | Sin cambios           | Sin cambios           | Sin cambios                | Sin cambios           | Sin cambios           |
| Grupo III - África    | Grupo III - África    | Grupo III - África    | Grupo III - África         | Grupo III - África    | Grupo III - África    |
| Botsuana              | Burundi               | Ghana                 | Kenia                      | Madagascar            | Mauricio              |
| Sin cambios           | Sin cambios           | Sin cambios           | Sin cambios                | Sin cambios           | Decrecimiento         |
| Namibia               | Nigeria               | Sudáfrica             | Túnez                      | Uganda                | Zimbabue              |
| Sin cambios           | Sin cambios           | Crecimiento           | Sin cambios                | Sin cambios           | Sin cambios           |
| Grupo IV - África     | Grupo IV - África     | Grupo IV - África     | Grupo IV - África          | Grupo IV - África     | Grupo IV - África     |
| Argelia               | Angola                | Camerún               | Rep. Democrática del Congo | Etiopía               | Lesoto                |
| Crecimiento           | Sin cambios           | Sin cambios           | Sin cambios                | Sin cambios           | Sin cambios           |
| Mozambique            | Ruanda                | Tanzania              | Togo                       | -                     | -                     |
| Sin cambios           | Sin cambios           | Sin cambios           | Sin cambios                |                       |                       |
| --------------------- | --------------------- | --------------------- | -------------------------- | --------------------- | --------------------- |